# Ymkje Clevering
Ymkje Clevering, född den 17 juli 1995 i Ooststellingwerf, är en nederländsk roddare.

## Karriär
Vid olympiska sommarspelen 2020 i Tokyo ingick Ymkje Clevering i det nederländska lag som tog silver i fyra utan styrman. Vid olympiska sommarspelen 2024 i Paris tog hon guld tillsammans med Veronique Meester i tvåa utan styrman.
Vid EM 2025 i Plovdiv tog Clevering guld i fyra utan styrman tillsammans med Nika Vos, Linn van Aanholt och Tinka Offereins samt var en del av Nederländernas lag som tog silver i åtta med styrman.